# Gorazd von Prag

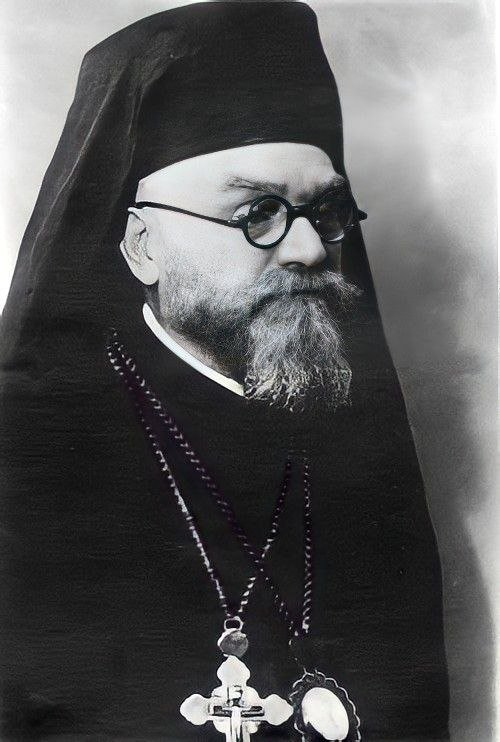
Bischof Gorazd II.

Gorazd von Prag (* 26. Mai 1879 in Hrubá Vrbka, Mähren als Matěj Pavlík; † 4. September 1942 in Prag, hingerichtet auf dem Schießplatz Kobylisy) war ein tschechischer Priester der römisch-katholischen Kirche sowie später als Gorazd II. der Bischof der tschechoslowakisch-orthodoxen Kirche, die ihn als Märtyrer zum Heiligen erklärt hat.

## Leben

### Herkunft und Ausbildung
Matěj wurde als mittlerer von drei Söhnen des Jan Pavlík und Anna, geb. Bělčíková, im Bezirk Göding (Mährische Slowakei) geboren. Er besuchte eine katholische Grundschule, danach eine evangelische Mittelschule. Vor seine Matura war er Gymnasiast am katholischen Erzbischöflichen Konvikt in Kremsier (heute Erzbischöfliches Gymnasium Kroměříž) und am dortigen staatlichen Deutschen Gymnasium.
In den Jahren 1898 bis 1902 studierte Pavlík an der katholisch-theologischen Fakultät in Olmütz. Während seiner Studienzeit interessierte er sich bereits sehr für die Heiligen Kyrill und Methodius, auf welche die Christianisierung Altmährens 863 zurückgeht und auch für deren Schüler, wie den heiligen Gorazd von Mähren. Im Jahr 1900 reiste er nach Kiew, um Einblicke in die orthodoxe Theologie zu erhalten.

### Katholische Priesterschaft
Nach seiner Priesterweihe am 5. Juli 1902 zum römisch-katholischen Priester des Erzbistums Olmütz wirkte er als Seelsorger in Karlovice ve Slezsku im Bezirk Freudenthal und in Brumovice im Bezirk Troppau. Sein Antrag zur Fortsetzung seines Theologie-Studiums an der Universität Wien wurde vom Olmützer Erzbischof Theodor Kohn abgelehnt, vermutlich wegen Pavlíks Nähe zum katholischen Modernismus. Dennoch bildete er sich in Psychologie und Psychiatrie fort und leistete 1906 bis 1920 Krankenseelsorge in der Anstaltskirche Kremsier. Für seine Arbeit erhielt er 1914 vom Olmützer Erzbischof eine kirchliche Auszeichnung. Während des Ersten Weltkriegs, als das Spital als Lazarett diente, war Pavlík auch Feldkurat.
Aufgrund ihrer Position während des Krieges trennte sich Pavlík von der Katholischen Nationalpartei Mährens, wo er zuvor als persönlicher Sekretär des Abgeordneten A. C. Stojan (Domherr und späterer Erzbischof) tätig war. Er wurde Mitglied der Nationaldemokratischen Partei Karel Kramars und schloss sich der Reformbewegung des katholischen Klerus an. 1917 gründete er in Olmütz die Zeitschrift Právo národa. Er forderte unter anderem die Einführung einer tschechischen bzw. slowakischen Gottesdienstsprache, die Errichtung eines tschechoslowakischen Patriarchats, Religionsfreiheit für alle und die Abschaffung des Zölibats katholischer Priester. Dieses Programm wurde von Rom abgelehnt, woraufhin sich die römisch-katholische Kirche in der Tschechoslowakei spaltete. 1920 wurde eine unabhängige Tschechoslowakische Kirche von Karel Farský gegründet.
Zu dieser Zeit litt Pavlík an einer schweren Augenkrankheit mit der Gefahr zu erblinden und stand daher außerhalb des Hauptgeschehens. Er identifizierte sich nicht völlig mit den Ideen der neu gegründeten Nationalkirche Farskýs, aber er unterstützte die Idee der Liturgiesprache und hielt selbst den ersten tschechischsprachigen Gottesdienst auf dem Marktplatz in Kroměříž. Seine antirömische Haltung führt dazu, dass er am 3. September 1920 aus der römisch-katholischen Kirche exkommuniziert wurde.

### Orthodoxie
Pavlík entwarf auf Bitten des Zentralrats im Januar 1921 die theologischen Richtlinien für die neue Tschechoslowakische Kirche. Im April 1921 wurde er zum Bischöflichen Administrator für Mähren und Schlesien gewählt. Die neue Nationalkirche betrachtete er als vorläufig, er plädierte für das Glaubensbekenntnis von Nicäa und Konstantinopel und eine Vereinigung mit der Orthodoxen Kirche, die er als die „religiös und national produktivste Form des Christentums“ bezeichnete.
Pavlík wurde am 24./25. September 1921 unter der Anrede Vladika und dem Namen Gorazd, den er zu Ehren des heiligen Gorazd von Mähren annahm, als Bischof der Serbisch-Orthodoxen Kirche geweiht. Während seines Aufenthaltes in Serbien verschärfte sich der innerkirchliche Konflikt zwischen dem liberalen Flügel um Karel Farský und dem orthodoxen Flügel unter Bischof Gorazd. Gleichzeitig traten Katholiken, Protestanten, die sozialistischen Parteien und die Volkspartei gegen die Orthodoxen auf. Die tschechoslowakische Regierung versagte ihm die Genehmigung zur Ausübung des bischöflichen Amtes und erkannte ihn nur als Administrator der Eparchie Mähren der Serbisch-orthodoxen Kirche an.
Im Juli 1922 begab er sich auf eine Missionsreise in die Vereinigten Staaten, um die Orthodoxie unter den dortigen Tschechen und Slowaken zu verbreiten. Im Oktober und November 1922 gründete er unter slowakischen Einwanderern sieben orthodoxe Kirchengemeinden. Die Situation in der Tschechoslowakei wurde jedoch so ernst, dass er seine Missionsarbeit in den USA abbrechen musste. Im April 1923 forderte ihn der Zentralrat der Tschechoslowakischen Kirche auf, mit seinen Anhängern die Kirche zu verlassen. Am 21. Juni 1924 trat er aus der tschechoslowakischen Kirche aus. Das Angebot, in die römisch-katholische Kirche zurückzukehren, nahm er nicht an.
Gemeinsam mit seinen Anhängern setzte Gorazd seine missionarische Tätigkeit fort und förderte die Gründung selbständiger Kirchengemeinden in Mähren. Die damals entstandenen Gemeinden in Olomouc, Přerov, Brno schlossen sich der bereits bestehenden tschechisch-orthodoxen Religionsgemeinschaft in Prag an.
Bischof Gorazd erreichte eine vertiefte Zusammenarbeit der Religionsgemeinschaft mit der serbisch-orthodoxen Kirche, im September 1924 schickte er die ersten Theologiestudenten nach Serbien. Im November 1925 wurde Gorazd auf der Synode von Česká Třebová zum Administrator der Tschechisch-Orthodoxen Religionsgemeinschaft gewählt. Unter seiner Führung wurde 1929 die Konsolidierung der Tschechischen Orthodoxie erfolgreich abgeschlossen. Nach der Genehmigung der Kirchenverfassung durch den Staat und die Serbisch-Orthodoxe Kirche wurde in Prag die Tschechisch-Orthodoxe Diözese gegründet, die unter dem serbischen Kirchenrecht agierte.
Zwischen 1928 und 1942 wurden dank seiner Bemühungen 14 Kirchen gebaut. Gorazds Plan, ein orthodoxes Kloster in der Tschechoslowakei zu errichten, wurde jedoch nicht verwirklicht. 1936 kam er als Missionar nach Kroměříž zurück, wo er Gottesdienste las und Gesang und Liturgie lehrte. In seinem Werk „Erneuerer der Orthodoxie in unserem Land“ widmete er sich vor allem der Reinheit des frühen Christentums und auf Cyrill und Methodius, auf die er sich weiterhin bezog. Die Tschechisch-Orthodoxe Kirche betrachtete er darin als die einzig legitime Nachfolgerin des von den beiden Slawenaposteln auf dem Gebiet von Großmähren verbreiteten Christentums. Eine wichtige Arbeit im liturgischen Bereich war die Erstellung des tschechisch-orthodoxen Kirchengesangs- und Gebetbuch und seine Bemühungen um eine einheitliche Liturgie der Gottesdienste.
Im nationalsozialistischen Protektorat wurde Gorazds Arbeit für seine junge Kirche stark eingeschränkt. Als Reaktion auf das Münchner Abkommen sandte er am 28. Oktober 1938 eine Protestnote an alle höchsten Vertreter der Ostkirche, in der er das Existenzrecht der Tschechoslowakei verteidigte. Nach dem 15. März 1939 rief er die orthodoxen Gläubigen dazu auf, noch enger zusammenzurücken.

### Heydrich-Attentat
Nach dem Attentat auf den stellvertretenden Reichsprotektor in Böhmen und Mähren Reinhard Heydrich am 27. Mai 1942 fanden die beteiligten tschechischen Fallschirmjäger, darunter auch die Attentäter, durch das Wirken des orthodoxen Gläubigen Jan Sonnevend unter Zustimmung des Kaplans ThDr. Vladimír Petřek Unterschlupf in der Krypta der Kirche St. Cyrill und Method in Prag. Dekan Václav Čikl und der Kirchendiener Václav Ornest wurden durch den Kaplan informiert, während Gorazd dies erst am Abend des 11. Juni 1942 von Sonnevend erfuhr. Gorazd forderte Petrek und Cikl auf, die Fallschirmjäger schnellstmöglich an einen anderen Ort zu bringen.
Am nächsten Tag unternahm er eine viertägige Reise nach Berlin, wo er an der Inthronisation des russischen Bischofs teilnahm. Nach seiner Rückkehr waren die Fallschirmjäger noch immer in der Krypta. Am 18. Juni 1942 konnten sie nicht mehr rechtzeitig an einen sicheren Ort gebracht werden, da die Kirche durch das SS-Wachbataillon Prag umzingelt war. Nach siebenstündigem Kampf, in dem die Deutschen über 800 Soldaten einsetzten, wurden alle Fallschirmjäger getötet oder begingen Selbstmord.
Am nächsten Tag beschloss Bischof Gorazd, sich selbst den Behörden zu ergeben. Am Donnerstag, dem 25. Juni 1942, wurde er um 5 Uhr morgens in Horní Počernice von den Nazis festgenommen und in das Palais Petschkova überführt. Der Schauprozess gegen Bischof Gorazd und andere Gläubige fand am Nachmittag des 3. September 1942 statt. Sie wurden wegen des „Verbergens der Mörder des SS-Obergruppenführers R. Heydrich und fünf weiterer Fallschirmjäger“ zum Tode durch Erschießen verurteilt. Am 4. September 1942 um 14.35 Uhr wurde er zusammen mit Jan Sonnevend und Václav Čikl auf dem Schießplatz Kobylisy erschossen. Dasselbe Schicksal erwartete einen Tag später Vladimír Petřek. Seine Leiche wurde im Krematorium Strašnice auf dem Vinohrady-Friedhof verbrannt, die Asche anonym auf dem Friedhofsgelände vergraben.
Am 27. September 1942 wurde die „Tschechisch-Orthodoxe Gemeinde serbischer und konstantinopolitaner Jurisdiktion im Protektorat Böhmen und Mähren“ aufgelöst, das Eigentum der Kirchengemeinden beschlagnahmt, die Kirchen versiegelt und sämtliche Gottesdienste verboten. Alle Geistlichen dieser Kirche wurden zur Zwangsarbeit nach Deutschland deportiert. Zwölf Vertreter der orthodoxen Kirche wurden in Prag hingerichtet. Damit ging eine 21-jährige Missionsperiode von Gorazd zu Ende, genauso lang wie die Arbeit der Heiligen Kyrill und Method in Großmähren dauerte.

## Ehrungen

### Heiligsprechung
Obwohl ihn die serbisch-orthodoxe Kirche seit langem als Märtyrer und Heiligen verehrte, fand seine Heiligsprechung in der Tschechoslowakei, für die sich auch ThDr. P. Jaroslav Šuvarský einsetzte, vom 4. bis 6. September 1987 in der Olmützer Kirche zum Heiligen Gorazd I. statt. Der Heiligsprechungszeremonie ging eine Wallfahrt in seine Geburtsstadt Hrubá Vrbka und nach Mikulčice voraus. Da sein Leichnam nach der Hinrichtung verbrannt wurde, besitzt die Kirche keine Reliquien ihres Märtyrers. In der Prager Kirche St. Kyrill und Methodius bewahrt man seine liturgischen Gewänder als Reliquien auf.

## Auszeichnungen
- Im Oktober 1945 wurde Bischof Gorazd im Namen des Präsidenten der Republik das Tschechoslowakische Kriegskreuz in memoriam 1939 verliehen.
- Am 28. Oktober 1997 erhielt Bischof Gorazd posthum den Tomáš-Garrigue-Masaryk-Orden I. Klasse für herausragende Verdienste um Demokratie und Menschenrechte.

- 1995 wurde in der Krypta unter der Kirche St. Cyril und Methodius das Nationaldenkmal für die Helden der Heydrichiade als Ort der Versöhnung eröffnet, welches auch Bischof Gorazd gedenkt.
- In seiner Geburtsstadt Hrubá Vrbka gibt es ein kleines Kloster St. Gorazd und in Vilémov das Frauenkloster Mariä Himmelfahrt.

- Die Gorazdova-Straße in Prag verläuft senkrecht zur Resslova-Straße, sie wurde 1948 vom nördlichen Teil der Podskalská-Straße umbenannt.
- In Brünn in der Gorazdova-Straße Nr. 5 steht die orthodoxe Kirche Heiliger Wenzel
- Weitere Gorazdova-Straßen befinden sich in Moravská Třebová, in der Altstadt von Uherské Hradiště und in Třebíč.